# ミス・ユー・マッチ
「ミス・ユー・マッチ」(Miss You Much)は、ジャネット・ジャクソンの楽曲で、4枚目のスタジオ・アルバムである『リズム・ネイション1814』からの先行シングル。

## 解説
カップリングに収録されている「ユー・ニード・ミー」はオリジナル・アルバム未収録曲。
ビルボード・ミュージック・アワードでは年間トップ・ホット・100シングル賞を受賞したほか、グラミー賞でも2部門にノミネート。
ミュージック・ビデオはドミニク・セナが監督を務めた。ロング・バージョンはビデオ作品『ジャネット・ジャクソン リズム・ネイション1814』『リズム・ネイション・コンピレーション』にのみ収録。本曲のビデオはブリトニー・スピアーズの「クレイジー」や「ストロンガー」など他アーティストのビデオにも大きく影響を与えた。

## 収録曲
日本盤 3"シングル
1. ミス・ユー・マッチ - 3:55
2. ユー・ニード・ミー - 4:35

## チャート
| チャート (1989年)                             | 最高位 |
| --------------------------------------------- | ------ |
| オーストラリア (ARIA)                         | 12     |
| ベルギー (Ultratop 50 Flanders)               | 21     |
| カナダ シングル小売 (The Record)              | 1      |
| カナダ トップシングルス (RPM)                 | 2      |
| カナダ ダンス/アーバン (RPM)                  | 1      |
| ヨーロッパ (Eurochart Hot 100 Singles)        | 40     |
| フィンランド (スオメン・ヴィラリネン・リスタ) | 20     |
| アイルランド (IRMA)                           | 22     |
| イタリア (Musica e dischi)                    | 22     |
| オランダ (Dutch Top 40)                       | 15     |
| オランダ (Single Top 100)                     | 15     |
| ニュージーランド (Recorded Music NZ)          | 2      |
| スイス (Schweizer Hitparade)                  | 20     |
| UK シングルス (OCC)                           | 22     |
| US Billboard Hot 100                          | 1      |
| US Dance Club Songs (Billboard)               | 1      |
| US Dance Singles Sales (Billboard)            | 1      |
| US Hot Black Singles (Billboard)              | 1      |
| US Cash Box Top 100 Singles                   | 1      |
| US Top R&B Singles (Cash Box)                 | 1      |
| 西ドイツ (GfK Entertainment charts)           | 16     |

| チャート (1989年)                             | 順位 |
| --------------------------------------------- | ---- |
| オーストラリア (ARIA)                         | 85   |
| カナダ (RPM)                                  | 16   |
| カナダ ダンス/アーバン (RPM)                  | 5    |
| 全米 Billboard Hot 100                        | 5    |
| 全米 ダンス・クラブ・ソングス (Billboard)     | 8    |
| 全米 ダンス・シングル・セールス (Billboard)   | 12   |
| 全米 ホット・ブラック・シングルス (Billboard) | 22   |
| 全米 キャッシュボックス トップ100シングルス   | 17   |
| 全米 トップR&Bシングルス (Cash Box)           | 1    |